# Ninurta-apil-Ekur
Ninurta-apil-Ekur (akad. Ninurta-apil-Ekur, w transliteracji z pisma klinowego zapisywane mdMAŠ-A-é-kur, tłum. „Bóg Ninurta jest dziedzicem świątyni E-kur”) – król Asyrii; według Asyryjskiej listy królów panować miał przez 13 lat. Jego rządy datowane są na lata 1191-1179 p.n.e.
Pochodził z bocznej linii asyryjskiej rodziny królewskiej, której członkowie pełnili na asyryjskim dworze dziedziczną funkcję „wielkiego wezyra” (sukkallu rabiu). Wezyrami królów asyryjskich byli jego ojciec Ili-pada, dziad Aszur-iddin i pradziad Qibi-Aszur. Jego prapradziad Ibaszi-ili był synem króla Adad-nirari I (1305-1274 p.n.e.) i bratem króla Salmanasara I (1273-1244 p.n.e.). Asyryjska lista królów sięga jeszcze dalej w przeszłość i nazywa Ninurta-apil-Ekura „potomkiem” króla Eriba-Adada I (1390-1364 p.n.e.). Członkowie dynastii Ninurta-apil-Ekura nie tylko zajmowali najważniejszy po królu urząd w państwie, ale zarządzali też najważniejszą asyryjską prowincją - prowincją Hanigalbat. Niektórzy z nich, jak jego ojciec Ili-pada i pradziad Qibi-Aszur, nosili nawet honorowy tytuł „króla Hanigalbatu” (šar māt Ḫanigalbat).
Okoliczności towarzyszące objęciu przez niego tronu Asyrii wciąż pozostają niejasne. Zgodnie z Asyryjską listą królów Ninurta-apil-Ekur udał się do Karduniasz (Babilonii), po czym „wyruszył z Karduniasz (i) przejął tron”. To samo wydarzenie opisuje również mocno uszkodzony fragment Kroniki synchronistycznej. Podaje on, iż w czasie walk pomiędzy królem asyryjskim Enlil-kudurri-usurem (1196-1192 p.n.e.) a królem babilońskim Adad-szuma-usurem (1216-1187 p.n.e.) Ninurta-apil-Ekur „powrócił do swego kraju”. Następnie ktoś (tekst jest uszkodzony) zebrał swe oddziały i „pomaszerował na Libbi-ali (tj. miasto Aszur) aby je zdobyć”. Z obu  tekstów zdaje się wynikać, że Adad-szuma-usur i Ninurta-apil-Ekur sprzymierzyli się przeciw Enlil-kudurri-usurowi, dzięki czemu Ninurta-apil-Ekur mógł zasiąść na asyryjskim tronie. 
O samym panowaniu Ninurta-apil-Ekura wiadomo bardzo niewiele. Znane są jedynie dwie bardzo krótkie jego inskrypcje, umieszczone na kamiennych wazach i niewielkim przedmiocie z turkusu, w których nazywany jest on „królem Asyrii” (MAN KUR da-šur), „królem wszechświata” (MAN KIŠ) i „wybrańcem bogów Enlila i Ninurty” (ni-šit dBAD u dMAŠ/nin-urta). Wydaje się również, że jego kontrola nad dworem krolewskim była bardzo słaba, gdyż musiał wydać niezwykle dużą liczbę (dziewięć) edyktów pałacowych.